# Aspilota krombeini
Aspilota krombeini är en stekelart som beskrevs av Fischer 1971. Aspilota krombeini ingår i släktet Aspilota och familjen bracksteklar. Inga underarter finns listade.